# Aleksandar I., bugarski knez
Aleksandar I., poznat i kao Aleksandar I. Battenberg; rođen kao Aleksandar Josip von Battenberg (Verona, 5. travnja 1857. – Graz, 17. studenog 1893.), bugarski knez (1879. – 1886.) iz njemačke obitelji Battenberg, koja je bila odvjetak dinastije Hessen-Darmstadt. Bio je prvi autonomni knez Bugarske pod osmanskom vlašću u moderno vrijeme. Isprva je vladao pod snažnim ruskim utjecajem, a nakon što je uspio smanjiti politički pritisak Rusije na Bugarsku, proruski časnici su podigli ustanak i zbacili ga s vlasti. Prebjegao je u Austro-Ugarsku gdje je dobio naslov grofa od Hartenaua i čin generala u austrijskoj vojsci.

## Životopis
Rodio se kao sin princa Aleksandra Hessenskog, koji je poslije sklapanja morganatskog braka s groficom Julijom von Hauke preuzeo naslov princa od Battenberga. Kao omiljeni nećak ruskog cara Aleksandra II. sudjelovao je s ruskim snagama u rusko-turskom ratu 1877. godine koji je rezultirao stvaranjem autonomne bugarske države. Prema odlukama Berlinskog kongresa (1878.), Aleksandar je bio 1879. godine postavljen za kneza novouspostavljene autonomne Kneževine Bugarske. Vrlo brzo je (1855.-1881.) preuzeo potpunu vlast u Bugarskoj. Prvo je 1880. raspustio narodnu skupštinu, a zatim je suspendirao ustav i 1881. godine preuzeo svu vlast u zemlji. U prvim godinama vladavine oslanjao se na Rusiju, ali su se odnosi između Bugarske i Rusije poremetili nakon uspona Aleksandra III. (1855.-1894.) na carsko prijestolje.
Godine 1883. Aleksandar I. je vratio ustav na snagu i podržao novu liberalno-konzervativnu koaliciju koja je oformila vladu. Uz pomoć vlade Petka Karavelova nastojao je umanjiti ruski utjecaj u zemlji. Godine 1885. Aleksandar I. je uspješno pripojio Istočnu Rumeliju Kneževini Bugarskoj te time izvršio ujedinjenje zemlje. Takav potez je dodatno narušio političke odnose između Rusije i Bugarske, zbog čega je car Aleksandar III. odlučio zbaciti kneza Aleksandra I. s vlasti. Istodobno, i Srbija je bila revoltirana zbog jačanja Bugarske, zbog čega je napala Bugarsku u studenom 1885. godine i doživjela težak poraz na Slivnici. Aleksandar I. je nastavio uspješan vojni pohod i krajem istog mjeseca odbacio je srpske snage na srpski teritorij. Sljedeće godine europske sile su priznale čin ujedinjenja Istočne Rumelije s Bugarskom. Unatoč vanjskopolitičkim uspjesima, proruski časnici u bugarskoj vojsci izveli su državni udar u kolovozu 1886. godine i prisilili Aleksandra I. na abdikaciju i izgon iz zemlje. Uskoro je nakratko opet preuzeo kneževsku vlast, da bi naposljetku, zbog protivljenja Rusije, bio prisiljen formalno abdicirati u rujnu iste godine.
Naselio se na područje Austro-Ugarske te je od 1890. godine djelovao kao časnik u austrijskoj vojsci. Dobio je naslov grofa od Hartenaua.

## Vanjske poveznice
- Aleksandar I. Battenberg Hrvatska enciklopedija
- Aleksandar I. Battenberg Proleksis enciklopedija
- Aleksandar I., bugarski knez Britannica (engl.)
- Aleksandar Battenberg – bugarski vladar njemačkog podrijetla – 1893. povijest.hr

| Aleksandar I., bugarski knez BattenbergBočna linija Hessen-DarmstadtRođ. 5. travnja 1857. Umr. 17. studenog 1893. |                                                |                         |
| Vladarske titule                                                                                                  |                                                |                         |
| prethodnik - | bugarski knez 29. travnja 1879.–7. rujna 1886. | nasljednik Ferdinand I. |